# 소말리아 민주공화국
소말리아 민주공화국(소말리어: Jamhuuriyadda Dimuqraadiga Soomaaliya 잠후리야다 디무크라디가 소말리야, 아랍어: الجمهورية الديمقراطية الصومالية al-Jumhūrīyah ad-Dīmuqrāṭīyah aṣ-Ṣūmālīyah 알줌후리야 아디무크라티야 아수말리야[*])은 대통령이자 장군인 시아드 바레가 과거 1969년 무혈 쿠데타를 통하여 세운 사회주의 국가이다.
바레의 군사 쿠테타는 소말리아의 두 번째 대통령 압디라시드 알리 샤르마르케가 그의 경호원으로부터 암살당한 후 몇 일 뒤부터 시작되었다.바레의 정권은 이후 소말리아 내전이 발발하기 이전까지 정권을 잡은 이후 21년간 소말리아를 통치했다.

## 같이 보기
- 소말리아
- 소말릴란드

## 참조
1. ↑  la Fosse Wiles, Peter John de (1982). The New Communist Third World: An Essay in Political Economy. Taylor & Francis. p. 1590. ISBN 0-7099-2709-6.
2. ↑  J. D. Fage, Roland Anthony Oliver, The Cambridge history of Africa, Volume 8, (Cambridge University Press: 1985), p.478.
3. ↑  The Encyclopedia Americana: complete in thirty volumes. Skin to Sumac, Volume 25, (Grolier: 1995), p.214.
4. 1 2  Moshe Y. Sachs, Worldmark Encyclopedia of the Nations, Volume 2, (Worldmark Press: 1988), p.290.